# Фішбейн Мойсей Абрамович
Мойсей Абрамович Фі́шбейн (нар. 1 грудня 1946, Чернівці — пом. 26 травня 2020, Київ) — український поет і перекладач єврейського походження, лауреат премії імені Василя Стуса (2000), член Українського ПЕН та Національної спілки письменників України. Лицар ордена князя Ярослава Мудрого V ступеня.

## Життєпис
Народився 1 грудня 1946 року в Чернівцях. У 1976 році закінчив філологічний факультет Київського педагогічного інституту. Перша публікація з'явилася в грудні 1970 в літературному часописі «Вітчизна». Вірші до редакції передав український поет Микола Бажан, який помітив і підтримав поета, а також написав передмову до його першої збірки «Ямбове коло» (вид-во «Молодь», 1974).
Провідником до світу модерної української поезії для Фішбейна став інший українсько-єврейський літератор — Леонід Первомайський — на той момент вже немолодий і розсварений з багатьма колегами по літературному цеху.
Працював у Головній редакції Української Радянської Енциклопедії та літературним секретарем Миколи Бажана.
У 1979 році внаслідок відмови від співпраці з КДБ був змушений емігрувати в Ізраїль.
У 1980—1981 роках працював кореспондентом українського літературного і загальнополітичного часопису «Сучасність», що видавався українською діаспорою в США та Німеччині.
З 1982 року жив у Німеччині, де в 1982—1995 роках працював в український та російській редакціях радіостанції «Свобода» кореспондентом, коментатором, редактором.
У 1984 році у Нью-Йорку вийшла книга поета «Збірка без назви». Книга складалася з трьох розділів: 28 власних віршів, добірка віршів для дітей та об'ємний розділ перекладів із французької (Шарль Бодлер), німецької (Генріх Гейне, Райнер Марія Рільке, Георг Тракль, Гуґо фон Гофмансталь, Пауль Целан, Ганс Карл Артманн та інші), івриту (Єгуда Га-Леві, Хаїм Бялик), Манфред Вінклер, їдиш (Меєр Харац), російської (Максиміліан Волошин, Олександр Твардовський) та інших мов.
1989 року здійснив свою акцію: першу поїздку чорнобильських дітей за кордон — в Ізраїль (січень 1990).
У 2003 році повернувся в Україну.
Був членом Українського Центру Міжнародного ПЕН-Клубу та Національної Спілки письменників України.
У 2019 році він захворів, і Український Центр ПЕН-Клубу збирав кошти на його лікування — для операції за кордоном та подальшої реабілітації.
Помер увечері 26 травня 2020 року у віці 73 років у Києві після важкої хвороби. Похований на Байковому кладовищі (ділянка № 42а).

## Погляди
Мойсей Фішбейн сказав таке: 
|  | Якби я жив у той час і був навіть не молодою людиною, я б усе одно пішов до Української повстанської армії. УПА була єдиною армією, яка воювала за незалежність України. До якої армії ще я, український поет, міг піти! |

Коли Ян Табачник зауважив щодо нібито прояву антисемітизму у Миколи Томенка, Мойсей Фішбейн сказав: 
| Маестро... Ви погрожуєте почепити жовту шестикутну зірку, щоб заявити світові про антисемітизм нової української влади? Що ж маю почепити я, щоб заявити світові про україножерство в Україні? Що маю почепити я, щоб заявити світові про те, що українців в Україні перетворено на національну меншину, а мою рідну українську мову в Україні упосліджено? Що маю почепити я, лауреат премії імені Василя Стуса, щоб заявити світові, що один із Стусових гонителів, головний Кучмин адміністратор досі не покаявся? Що маю почепити я, щоб заявити світові про антиукраїнський погром, який багато років чинило Ваше оточення? |
На літературному вечері у Львові, 20 березня 2007 року, Мойсей Фішбейн сказав:
|  | «Український поет не повинен ставитися позитивно, чи негативно до українського народу, більше того – я український націоналіст, яким повинен бути кожен поет» |

## Твори
- «Ямбове коло». Поезії, переклади. Переднє слово Миколи Бажана. «Молодь», Київ, 1974. 44 с.
- «Збірка без назви». Поезії, переклади. [Архівовано 4 березня 2016 у Wayback Machine.] Переднє слово Юрія Шевельова. «Сучасність», Нью-Йорк, 1984. 111 с.
- «Дивний сад». Поезії для дітей. Художник О. Мамаєва. «Веселка», Київ, 1991. 16 с. ISBN 5-301-01565-6
- «Апокриф». Поезії, переклади, проза. «Дніпро», Київ, 1996. — 254 с. ISBN 966-507-004-5
- «Розпорошені тіні». Поезії. Відповідальний редактор П. Мацкевич. «Кальварія», Львів, 2001. 32 с. ISBN 966-7092-83-6
- «Аферизми». «Факт», Київ, 2003. 127 с. ISBN 966-8408-18-7
- «Ранній рай». Поезії, переклади, проза, есеї, «аферизми». Переднє слово Івана Дзюби. Оформлення Олени Добровольської. «Факт», Київ, 2006. 516 с. ISBN 966-359-108-0[13].
- «Пророк». Поезії та переклади. «Либідь», Київ, 2017. 302 с. ISBN 978-966-06-0727-9[14].

Переклади
- «Райнер Марія Рільке. Сто поезій у перекладі Мойсея Фішбейна». «Либідь», Київ, 2012. 271 с. ISBN 978-966-06-0627-2

- Мойсей Фішбейн перекладав з німецької, французької, івриту, їдиш, італійської, іспанської, каталонської, румунської, угорської, грузинської, російської та інших мов[15].

Публіцистика
- Єврейська карта в російських спецопераціях проти України [Архівовано 24 квітня 2017 у Wayback Machine.] (доповідь на 26-й Конференції з української проблематики, Іллінойський університет, Урбана-Шампейн, США. 24–27 червня 2009 року)

## Відзнаки
Лауреат премії імені Василя Стуса (2000) та премії журналу «Сучасність».
Нагороджений:
- орденом князя Ярослава Мудрого V ступеня[16]
- орденом Святого Рівноапостольного Володимира III ступеня,
- орденом «За інтелектуальну відвагу» (2010)[17].
- відзнакою УГКЦ імені блаженного священномученика Омеляна Ковча (2011)[18].

Мойсею Фішбейну присвячена повість Марії Матіос «Апокаліпсис» (2006).

## Родина
Першу дружину звали Людмила. У них народилася доньки Марія (1976, Чернівці) та Авіва (1985, Ізраїль). Друга дружина — Олена.